# 国际能源大厦
深圳国际能源大厦，是一栋位于中华人民共和国广东省深圳市福田区CBD內的超高层摩天大楼。工程於2017年完工，完工起为深圳能源集团的总部。该大厦由著名的设计师奥雅纳设计，能源大厦由两座塔楼组成，北楼高约220米，南楼约110米，总建筑面积14.5万平方米，塔楼之间由一条多层连桥连通。

## 设计
深圳能源大厦由奥雅纳设计，采用了复杂的建筑形式，建筑表面波纹起伏经过精密的计算，突出大厦的特性。
两座塔楼在2到9层处之间由30余米长的连桥相连接。连桥内设置餐厅、停车场和宴会厅等。
能源大厦也采用了环保的设计，并获得了美国绿色建筑LEED®金级认证，是未来办公楼设计的新范例。